# Eric Esser
Eric Esser ('s-Hertogenbosch, 18 maart 1985) is een Nederlands politicus namens de PVV. Hij is sinds 6 december 2023 lid van de Tweede Kamer der Staten-Generaal.
Eerder deed Esser aan metaalbewerking.